# Provincia Frizia
Provincia Frizia (nume oficial (în frizonă): Fryslân) este o provincie bilingvă din nordul Țărilor de Jos. Orașul principal este Leeuwarden (Ljouwert). Limbile oficiale sunt frizona și olandeza. Frisiana este vorbită și în anumite regiuni ale Germaniei, și anume Saxonia Inferioară și Schleswig-Holstein. Frizia este înainte de toate o provincie agricolă, dar și turismul, bazat în principal pe lacurile din sud-vestul provinciei și insulele din zona de flux și reflux, este o sursă importantă de venit. Provincia este cunoscută și pentru patinorii săi de viteză sau pentru circuitul celor unsprezece orașe (elfstedentocht), ce are loc aici în fiecare iarnă.

## Comune
Provincia Frizia este împărțiță în 20 de comune:
| Comună                              | Suprafața (km2) | Populație (1 ianuari 2024) | Reședință                        |
| ----------------------------------- | --------------- | -------------------------- | -------------------------------- |
| Achtkarspelen                       | 102,23          | 28.226                     | Buitenpost (Bûtenpost)           |
| Ameland (It Amelân)                 | 59,11           | 3.832                      | Ballum                           |
| Dantumadiel                         | 84,66           | 19.135                     | Damwâld                          |
| De Fryske Marren                    | 351,29          | 51.928                     | Joure (De Jouwer)                |
| Harlingen (Harns)                   | 24,96           | 16.212                     | Harlingen (Harns)                |
| Heerenveen (It Hearrenfean)         | 190,09          | 51.794                     | Heerenveen (It Hearrenfean)      |
| Leeuwarden (Ljouwert)               | 238,38          | 128.857                    | Leeuwarden (Ljouwert)            |
| Noardeast-Fryslân                   | 377,83          | 45.870                     | Dokkum                           |
| Ooststellingwerf (Eaststellingwerf) | 223,42          | 25.825                     | Oosterwolde (Easterwâlde)        |
| Opsterland (Opsterlân)              | 224,40          | 30.056                     | Beetsterzwaag (Beetstersweach)   |
| Schiermonnikoog (Skiermûntseach)    | 40,50           | 971                        | Schiermonnikoog (Skiermûntseach) |
| Smallingerland (Smellingerlân)      | 117,31          | 56.654                     | Drachten                         |
| Súdwest-Fryslân                     | 523,01          | 90.435                     | Sneek (Snits)                    |
| Terschelling (Skylge)               | 85,26           | 4.899                      | West-Terschelling (West-Skylge)  |
| Tytsjerksteradiel                   | 148,86          | 32.601                     | Burgum                           |
| Vlieland (Flylân)                   | 39,15           | 1.258                      | Oost-Vlieland (East-Flylân)      |
| Waadhoeke                           | 284,86          | 46.910                     | Franeker (Frjentsjer)            |
| Weststellingwerf                    | 220,30          | 26.493                     | Wolvega (Wolvegea)               |